# Stensnitt
Stensnitt, litotomi, är ett kirurgiskt ingrepp i urinblåsan. Ursprungligen användes detta för att avlägsna urinsten, men numer används stensnitt även för att behandla till exempel tumörer i urinblåsan.